# پارک ملی مانووو-گوندا
پارک ملی مانووو-گوندا (به لاتین: Manovo-Gounda St. Floris National Park) یک پارک ملی در جمهوری آفریقای مرکزی است که در بامینگی-بانگوران واقع شده‌است.

## میراث جهانی
این پارک در فهرست میراث جهانی یونکسو ثبت شده است.